# Мікеле Санторо
Мікеле Санторо (італ. Michele Santoro; 2 липня 1951 року) — італійський журналіст, телеведучий.

## Біографія
У 2001 році Санторо було вигнано з телеканалу Rai Uno, Сільвіо Берлусконі звинуватив його у «використанні телебачення в злочинних цілях». До жовтня 2005 року був членом Європейського парламенту де представляв групу соціалістів.